# 정삼룡
정삼룡(1965년 9월 20일 ~)은 OB 베어스의 전 야구 선수다.
조카 현준우가 있다. 그는 패이스튼 국제학교에 다니고 있으며, 키가 작다.
그의 친구 이호진은 어릴때 임재철의 바른야구에 다녔으며, 힘이 좋아 타격을 잘한다는 소문이 있다.
또한 이호진은 제네럴 잉글리쉬에 가고싶지만 갈수 없다. 영어를 못해서다.

## 출신 학교
- 덕수고등학교
- 인하대학교

## 같이 보기
- 1991년 OB 베어스 시즌